# Московська сільська рада (Дюртюлинський район)
Мо́сковська сільська рада (рос. Московский сельский совет) — муніципальне утворення у складі Дюртюлинського району Башкортостану, Росія. Адміністративний центр — село Москово.

## Населення
Населення — 2017 осіб (2019, 2242 у 2010, 2185 у 2002).

## Склад
До складу поселення входять такі населені пункти:
| Населений пункт    | Населення, осіб (2002) | Населення, осіб (2010) |
| ------------------ | ---------------------- | ---------------------- |
| Імай-Утарово, село | 348                    | 325                    |
| Москово, село      | 1788                   | 1879                   |
| Тамаково, присілок | 49                     | 38                     |